# Saint-Sulpice (Svizzera)
Saint-Sulpice (toponimo francese) è un comune svizzero di 4 148 abitanti del Canton Vaud, nel distretto dell'Ouest lausannois.

## Geografia fisica
Saint-Sulpice è affacciato sul lago di Ginevra.

## Monumenti e luoghi d'interesse

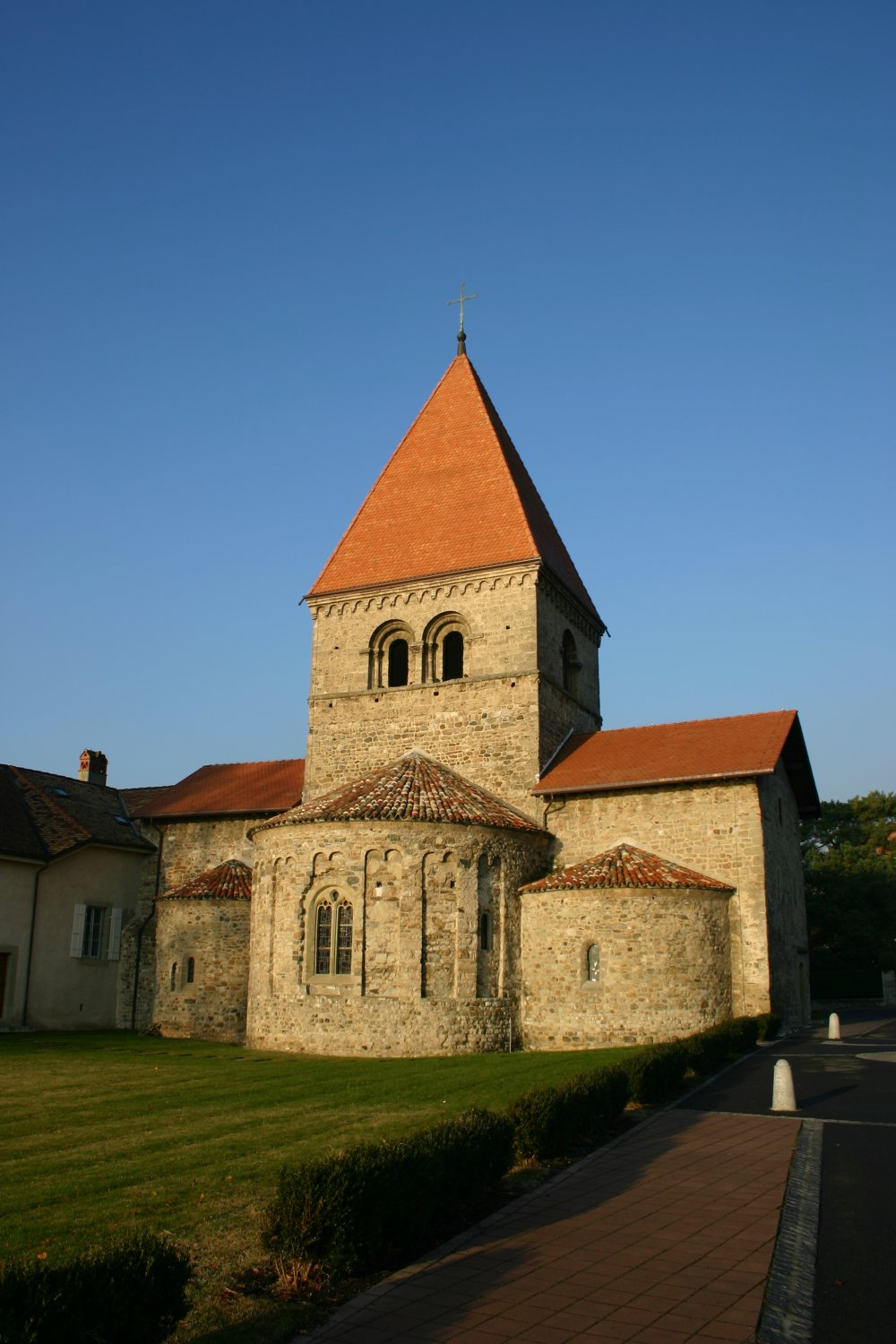
La chiesa di San Sulpicio e Santa Maria Maddalena

- Chiesa riformata di San Sulpicio e Santa Maria Maddalena, eretta nell'XI-XII secolo[1].

## Società

### Evoluzione demografica
L'evoluzione demografica è riportata nella seguente tabella:
Abitanti censiti

## Amministrazione
Ogni famiglia originaria del luogo fa parte del cosiddetto comune patriziale e ha la responsabilità della manutenzione di ogni bene ricadente all'interno dei confini del comune.